# Cruriraja rugosa
Cruriraja rugosa (лат.) — малоизученный вид скатов рода Cruriraja отряда скатообразных. Обитают в центрально-западной части Атлантического океана. Встречаются на глубине до 1007 м. Их крупные, уплощённые грудные плавники образуют округлый диск с треугольным вытянутым рылом. Максимальная зарегистрированная длина 49 см. Откладывают яйца. Не являются объектом целевого промысла.

## Таксономия
Впервые новый вид был научно описан в 1958 году. Видовой эпитет происходит от лат. rugosus — «морщинистый».

## Ареал
Эти донные скаты обитают у берегов США (Флорида), в Мексиканском заливе, у карибского побережья Центральной и Южной Америки. Встречаются на глубине от 366 до 1007 м.

## Описание
Широкие и плоские грудные плавники этих скатов образуют диск в виде ромба с треугольным рылом и закруглёнными краями. На вентральной стороне диска расположены 5 жаберных щелей, ноздри и рот. Хвост длинный и тонкий. Дорсальная поверхность диска окрашена в коричневый цвет без отметин. Вентральная поверхность от светло-коричневого до голубоватого цвета. В лопаточной области имеются шипы. Максимальная зарегистрированная длина 49 см.

## Биология
Эти скаты откладывают яйца, заключённые в твёрдую роговую капсулу с выступами по углам. Эмбрионы питаются исключительно желтком. Самцы достигают половой зрелости при длине 40 см.

## Взаимодействие с человеком
Эти скаты не являются объектом целевого лова. Могут попадаться в качестве прилова при донном тралении. Данных для оценки Международным союзом охраны природы охранного статуса вида недостаточно.